# Daydreams (1922)
Day Dreams (no Brasil: Sonho e Realidade) às vezes escrito Daydreams, é um curta-metragem mudo de comédia, dirigido por Buster Keaton e Edward F. Cline e lançado em Novembro de 1922.

## Sinopse
Buster (Keaton) fez um acordo com o pai (Joe Keaton) de sua namorada (Renée Adorée) de que se não conseguisse ganhar na vida, cometeria suicídio. Então muda-se para a cidade grande onde faz diversos empregos, mas em suas cartas suaviza-os ao máximo, fazendo A Garota pensar ser algo maior.

## Elenco
- Buster Keaton - Buster/O Jovem
- Renée Adorée - A garota
- Joe Keaton - Pai da Garota
- Joe Roberts - Prefeito
- Edward F. Cline - Director do teatro.